# Pere Miquel Marquès
Pere Miquel Marquès, celým jménem Pere Miquel Joan Bonaventura Bernardí Marquès i Garcia (katalánsky) nebo Pedro Miguel Juan Buenaventura Bernadino Marqués i García (španělsky), znám také jako Pedro Marqués či Miguel Marqués (20. května 1843 Palma de Mallorca – 26. února 1918 tamtéž) byl španělský hudební skladatel a houslista.

## Život
Narodil se v Palmě na ostrově Mallorca ve Středozemním moři. Byl synem výrobce čokolády. Již ve věku čtyř let ukázal výjimečný hudební talent. V jedenácti letech hrál na housle v operním orchestru, pro který zkomponoval Fantasii pro housle a orchestr, která sklidila značný úspěch. V letech 1859–1863 studoval v Paříži, od roku 1861 na pařížské konzervatoři. V roce 1863 se stal členem orchestru v Theatre Lyrique, ale pokračoval ve studiu kompozice a instrumentace, mimo jiné u Hectora Berlioze.
Po vykonání vojenské služby se stal členem orchestru Teatro de la Zarzuela v Madridu a pokračoval ve studiu na madridské konzervatoři. Na housle byl jeho učitelem Jesús de Monasterio a v kompozici Emilio Arrieta. Svou první zarzuelu Justos por pecadores uvedl na scénu v roce 1871. V rychlém sledu následovalo několik dalších, ale většího úspěchu se dočkal až v roce 1878 zarzuelou El anillo de hierro.
Kromě jevištních prací zkomponoval pět symfonií a další drobnější orchestrální skladby a písně. Počínaje rokem 1878 působil jako inspektor Národních hudebních škol a učil zpěv na dívčí škole v Madridu. Vydal instruktivní příručku pro učitele houslí na hudebních školách Método elemental y progresivo de violín. V závěru svého života se vrátil do Palmy Malorky, kde zemřel téměř zapomenut 15. února 1918 ve věku 75 let.

## Dílo

### Orchestrální skladby
- Symfonie č. 1 b-moll, Història d'un dia (1869)
- Symfonie č. 2 Es-dur (1870)
- Symfonie č. 3 h-moll op. 30 (1876)
- Symfonie č. 4 E-dur (1878)
- Symfonie č. 5 c-moll (1880)
- La cova del Drac, symfonická báseň (1904)
- Ouverture La Selva Negra
- Gran marxa de concert c-moll (1871)

### Zarzuely
- Justos por pecadores (spolupráce Cristóbal Oudrid,Teatro de la Zarzuela 1871)
- La canción del marinero (1871)
- Los hijos de la costa (Teatro de la Zarzuela, 1871)
- Perla (Teatro de la Zarzuela, 1871)
- La hoja de parra (Teatro del Circo, Madrid, 1873)
- El maestro de Ocaña (Teato de la Zarzuela, 1874)
- La monja alférez (Teatre de la Zarzuela, 1875)
- Temores y sobresaltos (Teatro de la Zarzuela, 1876)
- El anillo de hierro (Teatro de la Zarzuela, Madrid, 1878)
- Camoens (Teatro de la Zarzuela, 1879)
- Florinda (Teatro de la Zarzuela, 1880)
- La mendiga del Manzanares (Teatro Apolo Madrid, 1880)
- El alcalde de Toledo (Teatro de la Zarzuela, 1882)
- La cruz de fuego (Teatro Apolo, 1883)
- El reloj de Lucerna (Teatro Apolo, 1884)
- Un regalo de boda (Teatro de la Zarzuela,1885),
- La campana milagrosa (Teatro del Circo del Price 1888)
- El Motín de Aranjuez (Teatro de la Zarzuela, 1889)
- El plato del día (Teatro de la Alhambra, 1889)
- El monaguillo (Teatro Apolo, 1891)
- El aquelarre (Teatro del Principe Alfonso)

### Jiná díla
- Primera lágrima (orchestrální verze 1872, úprava pro klavír září 1878)
- Himno a Ramon Llull (1916)
- Método elemental y progresivo de violín (Přiručka pro učitele hry na housle)